# Kader Keïta
Abdul Kader Keïta (6 novembre 2000) è un calciatore ivoriano, centrocampista del Rapid Bucarest in prestito dal CFR Cluj.

## Caratteristiche tecniche
È un centrocampista difensivo.

## Carriera

### Club
Cresciuto nel settore giovanile dell'Ajaccio, dal 2016 al 2017 gioca con la seconda squadra prima di passare al Lilla che lo aggrega alla squadra B.
Nel 2019 viene acquistato a titolo definitivo dal Westerlo.

### Nazionale
Nel 2021 viene convocato dalla nazionale olimpica ivoriana per prendere parte alle Olimpiadi di Tokyo. Debutta il 25 luglio in occasione dell'incontro pareggiato 0-0 contro il Brasile.

## Statistiche

### Presenze e reti nei club
Statistiche aggiornate al 2 luglio 2025.
| Stagione         | Squadra          | Campionato       | Campionato | Campionato | Coppe nazionali | Coppe nazionali | Coppe nazionali | Coppe continentali | Coppe continentali | Coppe continentali | Altre coppe | Altre coppe | Altre coppe | Totale | Totale |
| Stagione         | Squadra          | Comp             | Pres       | Reti       | Comp            | Pres            | Reti            | Comp               | Pres               | Reti               | Comp        | Pres        | Reti        | Pres   | Reti   |
| ---------------- | ---------------- | ---------------- | ---------- | ---------- | --------------- | --------------- | --------------- | ------------------ | ------------------ | ------------------ | ----------- | ----------- | ----------- | ------ | ------ |
| 2017-2018        | Lilla 2          | CN2              | 9          | 0          | -               | -               | -               |                    | -                  | -                  |             |             |             | 9      | 0      |
| 2018-2019        | Lilla 2          | CN2              | 14         | 1          | -               | -               | -               |                    | -                  | -                  |             |             |             | 14     | 1      |
| Totale Lilla 2   | Totale Lilla 2   | Totale Lilla 2   | 23         | 1          |                 |                 |                 |                    |                    |                    |             |             |             | 23     | 1      |
| 2019-2020        | Westerlo         | D2               | 22         | 0          | CB              | 3               | 0               |                    | -                  | -                  |             |             |             | 25     | 0      |
| 2020-2021        | Westerlo         | D2               | 26         | 2          | CB              | 2               | 0               |                    | -                  | -                  |             |             |             | 28     | 2      |
| lug.-aug. 2021   | Westerlo         | D2               | 2          | 0          | CB              | 0               | 0               |                    | -                  | -                  |             |             |             | 2      | 0      |
| Totale Westerlo  | Totale Westerlo  | Totale Westerlo  | 50         | 2          |                 | 5               | 0               |                    |                    |                    |             |             |             | 55     | 2      |
| aug. 2021-2022   | Sion             | SL               | 6          | 0          | CS              | 1               | 0               |                    | -                  | -                  |             |             |             | 7      | 0      |
| 2022-2023        | Sivasspor        | SL               | 15         | 0          | CT              | 2               | 0               | UEL+UECL           | 2+3                | 0                  |             |             |             | 22     | 1      |
| 2023-gen. 2024   | Sivasspor        | SL               | 7          | 0          | CT              | 2               | 0               |                    | -                  | -                  |             |             |             | 9      | 0      |
| Totale Sivasspor | Totale Sivasspor | Totale Sivasspor | 22         | 0          |                 | 4               | 0               |                    | 5                  | 0                  |             |             |             | 31     | 0      |
| gen.-giu. 2024   | CFR Cluj         | L1               | 19         | 1          | CR              | 1               | 0               |                    | -                  | -                  |             |             |             | 20     | 1      |
| 2024-feb. 2025   | CFR Cluj         | L1               | 13         | 0          | CR              | 2               | 0               | UECL               | 6                  | 0                  |             |             |             | 21     | 0      |
| Totale CFR Cluj  | Totale CFR Cluj  | Totale CFR Cluj  | 32         | 1          |                 | 3               | 0               |                    | 6                  | 0                  |             |             |             | 41     | 1      |
| feb.-giu. 2025   | Rapid Bucarest   | L1               | 8          | 0          | CR              | 2               | 0               |                    | -                  | -                  |             |             |             | 10     | 0      |
| 2025-2026        | Rapid Bucarest   | L1               | 0          | 0          | CR              | 0               | 0               |                    | -                  | -                  |             |             |             | 0      | 0      |
| Totale carriera  | Totale carriera  | Totale carriera  | 141        | 4          |                 | 15              | 0               |                    | 11                 | 0                  |             |             |             | 167    | 4      |